# L'Amazone masquée
L'Amazone masquée è un cortometraggio muto del 1912 diretto da Henri Fescourt.

## Produzione
Il film fu prodotto in Francia. Nel 1914, uscirà in Italia il film L'amazzone mascherata con Francesca Bertini.

## Distribuzione
Il film uscì nelle sale cinematografiche francesi nel 1912.